# (1178) Irmela
(1178) Irmela es el asteroide número 1178, en el cinturón principal. Fue descubierto por el astrónomo Max Wolf desde el observatorio de Heidelberg, el 13 de marzo de 1931. Su designación alternativa es 1931 EC. Está nombrado en honor de Irmela Ruska, esposa del físico alemán Ernst Ruska.